# 843
843(팔백사십삼)은 842보다 크고 844보다 작은 자연수다.

## 수학
- 합성수로, 그 약수는 1, 3, 281, 843이다. 진약수의 합은 285이므로, 843은 부족수다.
  - 255번째 반소수다. 앞의 반소수는 842, 다음 반소수는 849다.
- 14번째 뤼카 수이자, 가장 큰 세 자리 뤼카 수다. 앞의 뤼카 수는 521, 다음은 1364다.
- {\displaystyle 53^{4}-1}은 843으로 나누어떨어진다.

## 과학
- NGC 843: 삼각형자리 방향에 있는 천체.

## 교통
- 고속도로
  - 유럽 고속도로 843호선: 이탈리아 바리에서 타란토까지 이어지는 유럽 고속도로.
- 기타 도로
  - 843번 지방도: 전라남도 고흥군 점암면에서 화순군 이양면까지 이어지는 대한민국의 지방도.
  - 843번 홋카이도도(일본어판)

## 군사
- U-843(영어판, 독일어판): 제2차 세계 대전에 사용된 나치 독일의 군용 잠수함.

## 문화유산
- 대한민국의 보물 제843호: 관상감 측우대

## 기타
- 연도: 843년, 기원전 843년